# Ferula grigoriewii
Ferula grigoriewii är en flockblommig växtart som beskrevs av Boris Fedtjenko. Ferula grigoriewii ingår i släktet stinkflokesläktet, och familjen flockblommiga växter. Utöver nominatformen finns också underarten F. g. badachschanica.